# KGHM Ecoren
KGHM Ecoren SA – przedsiębiorstwo wysokich technologii założone 7 grudnia 2006 (od 30 września 2005 do 7 grudnia 2006 funkcjonowało pod nazwą KGHM Metale DSI SA), spółka córka KGHM Polska Miedź (KGHM Polska Miedź SA posiada 100% udziałów KGHM Ecoren SA). 31 stycznia 2014 połączyło się z KGHM Metraco.
Obszary działania KGHM Ecoren to:
- produkcja kruszyw drogowych i budowlanych
- odzyskiwanie metali towarzyszących rudom miedzi (m.in. renu)
- przetwarzanie odpadów przemysłowych i komunalnych.

## Produkcja metali
KGHM Ecoren jest jedynym w Europie producentem renu z własnych źródeł. W roku 2009 wyprodukował 3,5 tony nadrenianu amonu (czwarte miejsce na świecie), wytwarza też ren metaliczny. 

## Przetwarzanie odpadów
Jednym z działów działalności firmy jest przetwarzanie odpadów przemysłowych i komunalnych, w tym zużytego sprzętu elektrycznego i elektronicznego (Oddział Przetwarzania Elektroodpadów w Rynarcicach k/Lubina), odzyskując z nich m.in. stale, miedź i aluminium. Z odpadów przemysłowych produkowane są też m.in. srebro i złoto.
W 2010 Ecoren zakupił 85% akcji Centrozłomu Wrocław SA.

## Grupa kapitałowa KGHM Ecoren SA
W skład grupy kapitałowej Ecorenu w 2013 r. wchodziły (jako spółki zależne):
- Ecoren DKE Sp. z o.o.
- Centrozłom Wrocław SA
- Walcownia Metali Nieżelaznych „Łabędy” SA
- Warszawska Fabryka Platerów „Hefra” SA